# География Косова

Физическая карта Косова и Метохии

Частично признанное государство Республика Косово расположено на Балканском полуострове на юге Европы. Республика Косово односторонне провозгласила независимость от Сербии 17 февраля 2008 года. На 11 февраля 2014 года признана 108 странами — членами ООН. Сербия отказывается признать независимость Косова и считает эту территорию своим автономным краем Косово и Метохия.
Территория, рассматриваемая одними государствами как частично признанное государство Республика Косово, другими — как автономный край Сербии Косово и Метохия, представляет собой почти равносторонний параллелограмм, разделенный на две равнины — с запада — Метохия, вдоль реки Белый Дрин, с востока — собственно Косово поле, вдоль реки Ситницы, текущей с северо-запада на юго-восток по холмистой возвышенности. В среднем равнины Косова выше равнин Метохии на 100 метров (высота их около 550 и 450 метров соответственно). Площадь территории составляет 10 887 км², население — около 2,2 миллиона человек. В основном Косово покрыто горами, самая высокая точка находится на горе Джяравица (2656 м), расположенной на границе с Албанией.
Край Косово и Метохия не имеет выхода к морю, но на его территории располагается несколько крупных рек: Белый Дрин, Ситница, Южная Моравия и Ибар. Крупнейшие озёра — Газивода, Радонич, Батлава и Бадовац. Самая большая из них — река Белый Дрин (длина 175 км). Недалеко от города Кукес (Албания) Белый Дрин сливается с Чёрным Дрином в одну реку Дрин. Площадь бассейна реки Белый Дрин составляет 4964 км². Самый большой водоём в Косове и Метохии — Газиводе, созданное искусственно (380 млн м³), находится на границе Косова и Метохии и Сербии. Второе по размерам водохранилище — Радонич (113 млн м³), в Метохии. Батлавское (40 млн м³) и Грачаницкое (26 млн м³) озера находятся в Косове.
Водопады Косова и Метохии:
- Водопад на Белом Дрине высотою в 25 метров, расположен недалеко от села Радовац.
- Водопады Мируши, расположенные в регионе Метохия.

Большая часть местности Косова и Метохии находится в горном районе. Шар-Планина расположена на юге и юго-востоке, на границе с Республикой Македония. Небольшая часть гор Капаоник, расположенных в основном в центральной Сербии, находится в северной части Косова. Холмистая область Дреница — к западу от Приштины, и служит границей между Косовом и Метохией.
Косово и Метохия находятся недалеко от Адриатического моря в горных районах Юго-Восточной Европы на Балканском полуострове. Максимальная температура летом — +30 °C и минимальная зимой — −10 °C. Климат Косова и Метохии классифицируется как влажный континентальный. В этом районе тёплое лето и холодная, снежная зима.
Крупнейший город — Приштина (около 200 000 жителей), второй — Призрен (180 000). Площадь Косова — 10 887 км2, численность населения при первой переписи — 1,73 млн, что меньше ожидаемого. Сербское меньшинство отказывается участвовать в переписи. Плотность населения — около 200 чел/км2, что для Европы достаточно много. Крупнейшая этническая группа — албанцы. По данным Всемирного банка от 2001, их 88 %. Много косовских албанцев проживает за границей — около 700 000—850 000. Крупнейшее меньшинство — сербы (7 %). Остальные — турки, боснийцы и цыгане.

## Описание
Территория региона, который в настоящее время принято называть Косовом, представляет собой почти равносторонний параллелограмм, разделённый на две равнины-исторических региона — с запада Метохия, вдоль реки Белый Дрин, с востока — Косово поле, вдоль реки Ситницы, текущей с северо-запада на юго-восток по холмистой возвышенности. Площадь территории составляет 10 887 км², население — около 2,2 миллиона человек. Средняя высота над уровнем моря — около 550 метров. Климат — континентальный с тёплым летом и холодной снежной зимой. В основном Косово покрыто горами, самая высокая точка находится на горе Джяравица (2556 м). По Косову протекают реки: Белый Дрин, Ситница, Южная Морава и Ибар. Крупнейшие озёра — Газивода, Радонич, Батлава и Бадовац.